# Эрчек
Эрчек (Эрчек-Гёль, Эрчек-гёлю; тур. Erçek Gölü, арм. Արճակ լիճ [Арчак лич]) — горько-солёное озеро в центральной части иля Ван на востоке Турции, располагается на Армянском нагорье в 18 километрах к северо-востоку от города Ван.
Озеро находится на высоте 1803 метров над уровнем моря, имеет площадь 95,2 км². Длина — 14 км, ширина — 9 км. Наибольшая глубина озера 30 метров.